# Pero Sudar
Pero Sudar (Bare, Bosnia e Herzegovina, ex-Jugoslavia, 3 luglio 1951) è un vescovo cattolico bosniaco con cittadinanza croata, dal 18 ottobre 2019 già vescovo ausiliare dell'arcidiocesi di Sarajevo.

## Biografia
Sudar frequenta il liceo a Zagabria e a Ragusa. Completa la sua educazione presso il seminario arcivescovile di Vrhbosna dove consegue la laurea in Teologia.
È ordinato sacerdote il 29 giugno 1977. Quale primo incarico, svolge per due anni la funzione di cappellano a Komušina, in Bosnia ed Erzegovina. Studia successivamente a Roma presso la Pontificia Università Urbaniana, dove consegue il dottorato in diritto canonico.
Dal 1986 è professore di diritto canonico alla facoltà teologica a Sarajevo, inoltre dal 1989 è rettore del seminario arcivescovile.
Il 28 maggio 1993, quando ancora la città è assediata dall'esercito serbo, Giovanni Paolo II lo nomina vescovo ausiliare di Vrhbosna-Sarajevo, assegnandogli il titolo di Selja. È consacrato vescovo dall'arcivescovo, Vinko Puljić, il 6 gennaio 1994, co-consacranti il cardinale Franjo Kuharić ed il vescovo Ćiril Kos.
Fu incaricato per i cattolici croati di Bosnia ed Erzegovina all'estero, per i rapporti con lo Stato, è stato presidente della commissione giustizia e pace.
Il 18 ottobre 2019 papa Francesco accoglie la sua rinuncia all'ufficio di vescovo ausiliare.

## Scuole per l'Europa
Promotore delle scuole interetniche, le scuole per l'Europa, è considerato una delle personalità più importanti nella lenta ma inesorabile ricostruzione civile e morale nel dopoguerra della ex Jugoslavia.
Nel 2005 questo suo impegno fu riconosciuto con il premio "Cardinale-Re" dalla fondazione viennese Communio et Progressio che gli attribuì una borsa di 10.000 euro.
Renovabis, un'associazione promossa dalla conferenza episcopale tedesca per lo sviluppo dei paesi dell'Europa orientale, ha sostenuto all'agosto del 2008 questo progetto per circa 4,2 milioni di euro.

## Genealogia episcopale
La genealogia episcopale è:
- Cardinale Scipione Rebiba
- Cardinale Giulio Antonio Santori
- Cardinale Girolamo Bernerio, O.P.
- Arcivescovo Galeazzo Sanvitale
- Cardinale Ludovico Ludovisi
- Cardinale Luigi Caetani
- Cardinale Ulderico Carpegna
- Cardinale Paluzzo Paluzzi Altieri degli Albertoni
- Papa Benedetto XIII
- Papa Benedetto XIV
- Papa Clemente XIII
- Cardinale Enrico Benedetto Stuart
- Papa Leone XII
- Cardinale Chiarissimo Falconieri Mellini
- Cardinale Camillo Di Pietro
- Cardinale Mieczysław Halka Ledóchowski
- Cardinale Jan Maurycy Paweł Puzyna de Kosielsko
- Arcivescovo Józef Bilczewski
- Arcivescovo Bolesław Twardowski
- Arcivescovo Eugeniusz Baziak
- Papa Giovanni Paolo II
- Cardinale Vinko Puljić
- Vescovo Pero Sudar